# اینیوکرن (کالیفرنیا)
اینیوکرن (به انگلیسی: Inyokern) یک منطقهٔ مسکونی در ایالات متحده آمریکا است که در شهرستان کرن، کالیفرنیا واقع شده‌است. اینیوکرن ۲۸٫۲۷۹ کیلومتر مربع مساحت و ۱٬۰۹۹ نفر جمعیت دارد و ۷۴۲ متر بالاتر از سطح دریا قرار دارد.